# Konsztandínosz Jenidúniasz
Konsztandínosz Jenidúniasz (görögül: Κώστας Γεννηδουνιάς) (Athén, 1993. május 3. –) olimpiai és világbajnoki ezüstérmes, valamint világbajnoki és világliga bronzérmes görög válogatott vízilabdázó, bekk, az Olimbiakósz SZFP játékosa.

## Eredmények
- Világbajnokság: 
  - ezüstérmes (Fukuoka, 2023)
  - bronzérmes (Kazany, 2015, Szingapúr, 2025)
  - 4. hely (Budapest, 2017)
- Világliga: bronzérmes (Hujcsou, 2016)
- Olimpiai játékok: 6. hely (Rio de Janeiro, 2016)
- Olimpiai játékok: ezüstérmes (Tokió, 2020)